# Elvira Ponce de León y Álvarez de Toledo
Elvira Ponce de León y Álvarez de Toledo, död 1691, var en spansk hovfunktionär.
Hon var Camarera mayor de la reina hos Maria Anna av Österrike (1634–1696) från 1654. Hon var engagerad i politiken och omnämns som ledare för det pro-österrikiska Nithardpartiet bland hovdamerna. 